# Coris bulbifrons
Coris bulbifrons is een  straalvinnige vissensoort uit de familie van lipvissen (Labridae). De wetenschappelijke naam van de soort is voor het eerst geldig gepubliceerd in 1982 door Randall & Kuiter.
De soort staat op de Rode Lijst van de IUCN als Kwetsbaar, beoordelingsjaar 2008. De omvang van de populatie is volgens de IUCN dalend.